# Shylock

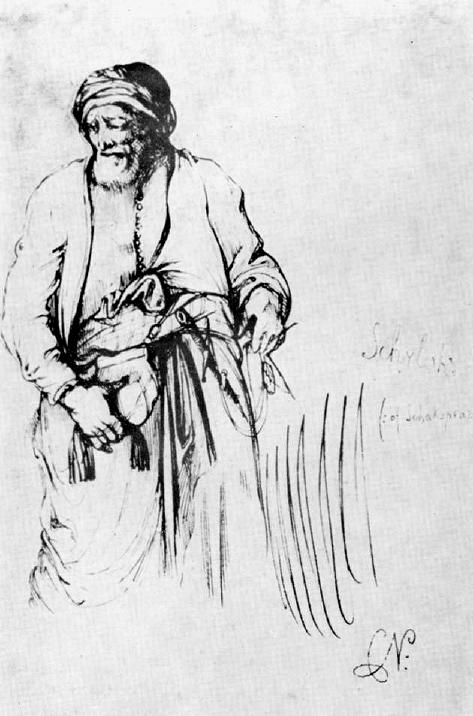
Shylock, Cyprian Kamil Norwid, 1848

Shylock – fikcyjna postać stworzona przez Williama Shakespeare’a, będąca jednym z głównych bohaterów Kupca weneckiego.

## Dodatkowe informacje
- Leslie Dunton-Downer, Alan Riding: Szekspir. Warszawa: Hachette Livre, 2005. ISBN 83-7184-496-4. Brak numerów stron w książce
- John Gross, Shylock: A Legend and Its Legacy. Touchstone: 1994. ISBN 0-671-88386-0
- Kenneth Gross, Shylock Is Shakespeare, Chicago: University of Chicago Press, 2006, ISBN 0-226-30977-0, OCLC 646784300. Brak numerów stron w książce
- James Shapiro, Shakespeare and the Jews. Columbia University Press: 1997. ISBN 0-231-10345-X